# 修剛
修 剛（しゅう ごう、1957年7月 - 2025年4月26日）は、中華人民共和国遼寧省丹東市出身の日本語学者、指導者、天津外国語大学元学長、中国教育部高等学校（大学）外語教学指導委員会副主任委員。遼寧師範大学卒、天津外国語大学大学院修了。生涯中華人民共和国の大学日本語教育に捧げていた。
2025年4月25日、貴陽から天津へ向かう飛行機内で急病が発病し、重慶江北国際空港から病院へ緊急搬送されたが翌日1時ごろに亡くなった。享年68。